# Président du gouvernement de la Nouvelle-Calédonie
Le président du gouvernement de la Nouvelle-Calédonie représente la Nouvelle-Calédonie et dirige l'exécutif de la collectivité sui generis française de Nouvelle-Calédonie.
Cette fonction, créée par la loi organique relative à la Nouvelle-Calédonie du 19 mars 1999, a toujours été occupée par un anti-indépendantiste à l'exception de Louis Mapou, élu le 8 juillet 2021 et en fonction du 16 juillet 2021 au 15 janvier 2025.

## Statut

### Élection
Il est élu en leur sein par les membres du gouvernement, à la majorité absolue, au moins cinq jours après la désignation de ces derniers par le Congrès. Si, au-delà de ce délai, aucun président n'est encore désigné, le Gouvernement n'entre pas en fonction et le précédent exécutif continue à expédier les affaires courantes jusqu'à ce qu'un président soit choisi. 

### Fin de mandat, vacance et intérim
Normalement, le mandat présidentiel, ainsi que celui de l'ensemble des membres du Gouvernement, court jusqu'à la fin du mandat du Congrès qui l'a élu, soit cinq ans maximum. La démission ou l'empêchement définitif (par exemple par un décès) du président entraîne systématiquement la chute de l'ensemble du gouvernement. L'intérim est assuré par le vice-président du gouvernement de la Nouvelle-Calédonie.

### Attributions
Les attributions du président du Gouvernement de la Nouvelle-Calédonie sont fixées par la section IV du chapitre III de la loi organique relative à la Nouvelle-Calédonie de 1999 (articles 134 à 136-1).

#### Le chef d'un exécutif collégial
Comme son nom l'indique, il préside les séances collégiales du gouvernement dont il fixe l'ordre du jour. Il doit être le garant de la collégialité de l'exécutif en recherchant le consensus et l'équilibre entre les différentes formations politiques, notamment entre pro et anti-indépendantistes.
Toutes les lois du pays ou délibérations de la Nouvelle-Calédonie, lors de leur promulgation, sont signées du président du Gouvernement et du Haut-commissaire de la République, délégué du gouvernement en Nouvelle-Calédonie. Le président, comme n'importe quel autre membre du Gouvernement, peut animer et contrôler un ou plusieurs secteurs de compétences de la Nouvelle-Calédonie, ce qui a toujours été le cas à partir de 2004.

#### La représentation de la collectivité

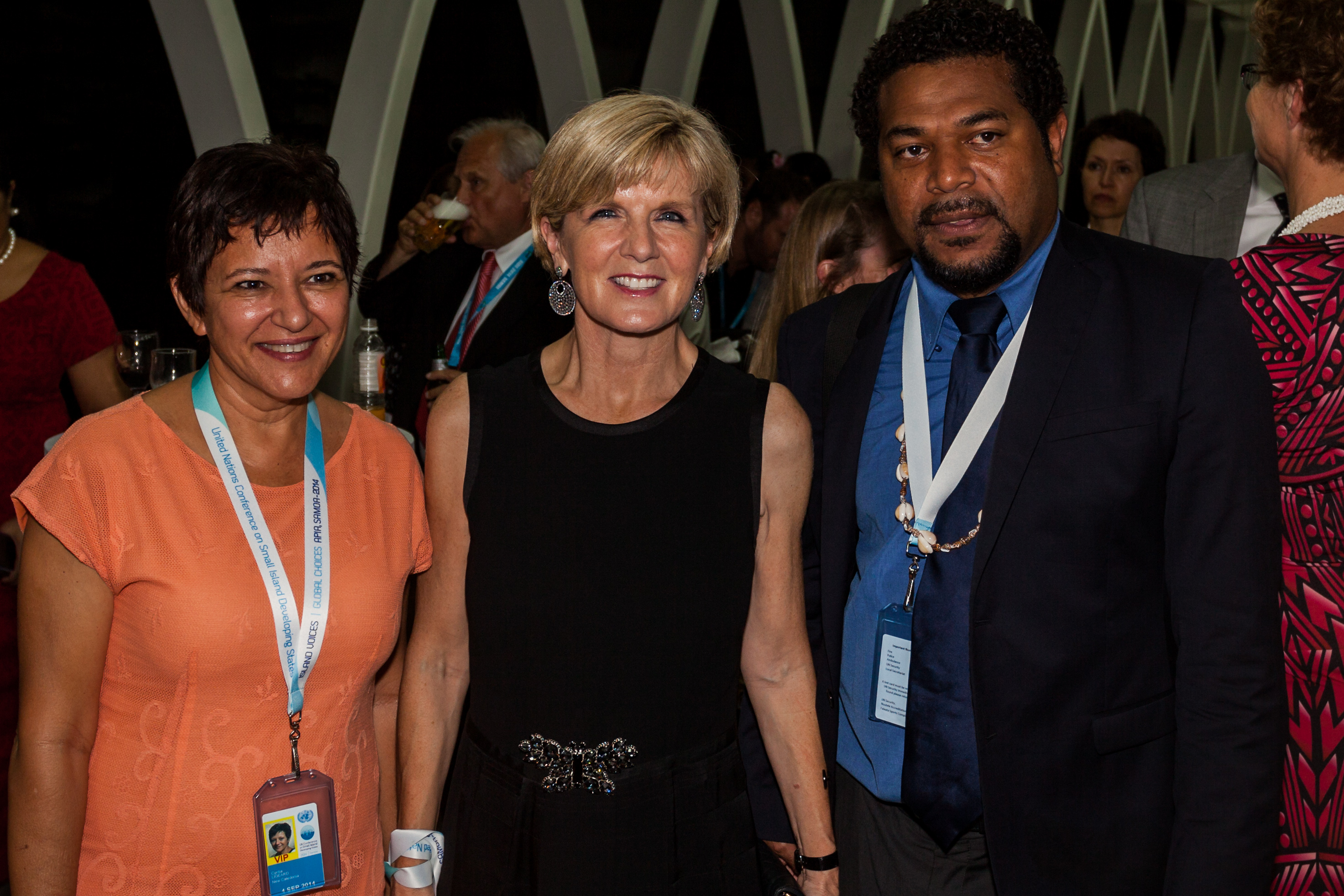
La présidente Cynthia Ligeard (à gauche) et le membre du Gouvernement Anthony Lecren (à droite), de part et d'autre de la ministre australienne des Affaires étrangères Julie Bishop lors de la Conférence des Nations unies pour les petits États insulaires en développement tenue aux Samoa en août 2014.

Il exerce également une fonction de représentation de la collectivité de Nouvelle-Calédonie : 
- en justice : il intente les actions de la Nouvelle-Calédonie ou la défend,
- auprès des autorités nationales ou étrangères ainsi que des organisations de coopération régionales ou internationales, le président disposant de certaines attributions en matière de relations internationales dans la limite des compétences de la collectivité,
- auprès des institutions locales, notamment le Congrès.

À ce titre, il fait partie des personnalités de facto conviées par l'État aux réunions du comité des signataires de l'accord de Nouméa, comme l'ensemble des autres dirigeants institutionnels qu'ils aient effectivement paraphés cet accord ou non, depuis 2006. En vérité, seul un de ces comités n'a pas vu de président du Gouvernement présent, précisément celui du 2 février 2006, Marie-Noëlle Thémereau étant alors absente et ayant laissé sa place à sa vice-présidente Déwé Gorodey. Avant 2004, la question de cette présence du président ne s'était pas posé, puisque les deux premiers titulaires de la fonction (Jean Lèques puis Pierre Frogier) étaient tous deux des signataires. En 2005, Marie-Noëlle Thémereau était présente en tant que membre de la délégation de L'Avenir ensemble emmenée par le signataire Harold Martin.
De plus, en 2000, de 2009 à 2012 et chaque année depuis 2014, le président du Gouvernement, ou son représentant (le vice-président en 2011 et en 2016 ou le porte-parole en 2015), porte la voix de la collectivité auprès de la Quatrième commission de l'Assemblée générale des Nations unies, qui traite des questions politiques spéciales et de la décolonisation, afin de présenter de manière consensuelle l'évolution institutionnelle de cet archipel inscrit sur la liste des territoires non autonomes selon l'Organisation des Nations unies, d'autres pétitionnaires s'exprimant également pour défendre un point de vue plus partisan (un ou plusieurs représentants du FLNKS depuis 1986, et un ou plusieurs représentants non-indépendantistes depuis 2014),,,,,,,,.
Enfin, le président du Gouvernement signe les conventions et accords de coopération bilatéraux ou multilatéraux engageant la collectivité néo-calédonienne, et participe aux sommets et réunions des dirigeants des États et territoires des organisations régionales dont la Nouvelle-Calédonie est membre (la Communauté du Pacifique ainsi que, depuis 2016, le Forum des îles du Pacifique).

#### Le chef de l'administration néo-calédonienne
Il dirige de plus l'administration au nom du Gouvernement : 
- il nomme aux emplois publics néo-calédoniens,
- il est ordonnateur des dépenses et prescrit l'exécution des recettes,
- il signe tous les contrats au nom de la Nouvelle-Calédonie, tout en pouvant déléguer sa signature au secrétaire général, aux directeurs ou chefs de service du Gouvernement,
- il s'assure de la publication au journal officiel de la Nouvelle-Calédonie de toutes les décisions du Gouvernement.

#### Relations avec le Congrès
Il est chargé également d'assurer une communication particulière avec les élus du Congrès. Ainsi, il doit prononcer le discours de politique générale de son Gouvernement lors de la première session du Congrès suivant l'élection de cet exécutif (article 115 de la loi organique de 1999). Il doit également présenter des rapports au moins à deux reprises dans l'année (article 136) :
- lors de la première session ordinaire, sur la situation de la Nouvelle-Calédonie et l'état des différents services publics, y compris délégués, ainsi que sur l'état des participations de la Nouvelle-Calédonie au capital de sociétés et sur l'activité de celles-ci,
- lors de la session budgétaire, un rapport sur l'activité du Gouvernement pendant l'année écoulée et sur le programme de travail de la session.

Le président assiste, sauf empêchement, aux séances plénières du Congrès, siégeant juste en dessous du fauteuil du président de l'assemblée, entouré par les autres membres du Gouvernement et en face de l'hémicycle.

### Indemnités et traitements
L'article 125 de la loi organique de 1999 prévoit que : « Les membres du gouvernement perçoivent mensuellement une indemnité dont le montant est fixé par le congrès dans la limite maximale de 130 % du traitement de chef d'administration principal de première classe prévu dans la grille locale applicable aux fonctionnaires de Nouvelle-Calédonie en poste à Nouméa ». Ce montant a été fixé par le Congrès de la Nouvelle-Calédonie, par une délibération du 11 juin 1999, à « 120 % du traitement mensuel brut de chef d'administration principal de première classe deuxième échelon (INA 578 - IB 841) affecté d'un coefficient de majoration de 1,73 ». En 2010, selon le quotidien Les Nouvelles calédoniennes, cela revenait à 688 000 Francs Pacifique (5 765,44 €) bruts par mois.
Le même article de la loi organique prévoit également que le Congrès fixe « le montant de l'indemnité forfaitaire annuelle pour frais de représentation allouée au président et au vice-président du gouvernement », ce qu'il a fait par la délibération du 23 juillet 1999 qui l'établit à 150 000 Francs Pacifique (1 257 €) par mois pour le président. La même délibération précise de plus que les déplacements à l'extérieur (donc en avion) du président se font systématiquement en première classe. Le président a également le droit à une voiture de fonction avec chauffeur.

## Les présidents

### Les présidents successifs
Depuis la mise en place du statut de l'accord de Nouméa en 1999, et au 30 mars 2025, il y a eu dix-huit Gouvernements pour dix présidents (dont un à deux reprises), à savoir deux ou trois pour chacun des mandats de cinq ans du Congrès : Jean Lèques puis Pierre Frogier de 1999 à 2004 pour trois Gouvernements, Marie-Noëlle Thémereau et Harold Martin pour la première fois de 2004 à 2009 pour quatre Gouvernements, Philippe Gomès et Harold Martin pour la deuxième fois de 2009 à 2014 pour cinq Gouvernements, Cynthia Ligeard et Philippe Germain de 2014 à 2019 pour trois Gouvernements, Thierry Santa, Louis Mapou et Alcide Ponga depuis 2019 pour trois Gouvernements.

### Données statistiques
Harold Martin est, au 8 janvier 2025, le président qui est resté le plus de temps en fonction en totalité (cinq ans et un mois en deux périodes différentes). Il est aussi le seul à ce jour à l'avoir été à deux reprises, et celui qui a dirigé le plus grand nombre de gouvernements (six en tout) et le plus grand nombre à avoir été déclarés démissionnaires de fait immédiatement après leur élection (quatre). Il est suivi pour ce qui est de la longueur du mandat par Philippe Germain (quatre ans, trois mois et quatre jours, il est le chef de l'exécutif ayant duré le plus longtemps en un seul mandat), Louis Mapou (3 ans, 5 mois et 30 jours, il a dirigé le plus long gouvernement de l'après accord de Nouméa), Pierre Frogier (trois ans, deux mois et cinq jours) et Marie-Noëlle Thémereau (trois ans, un mois et vingt-sept jours, elle a dirigé le deuxième plus long gouvernement de l'après accord de Nouméa). 
À l'inverse, et à la même date, Cynthia Ligeard est celle qui a dirigé l'exécutif le moins longtemps (neuf mois et vingt-sept jours, dont seulement six mois et 26 jours de présidence effective et trois mois et un jour à assurer l'expédition des affaires courantes en attendant l'élection d'un successeur), la seule à n'avoir pas passé au moins une année en poste. Elle est suivie par Philippe Gomès (un an, huit mois et vingt-six jours), par Jean Lèques (un an, dix mois et six jours) et par Thierry Santa (deux ans et neuf jours, mais seulement un an, six mois et 27 jours de présidence de plein exercice et cinq mois et 13 jours à assurer les affaires courantes). Alcide Ponga, qui est entré en fonction le 16 janvier 2025 et dont le mandat doit se terminer aux prochaines élections provinciales qui sont prévues pour se tenir d'ici au 30 novembre 2025, devrait également avoir une présidence de moins d'un an, à moins qu'il ne soit reconduit à ce poste dans la nouvelle mandature, qu'un nouveau report des provinciales ne soit décidé ou que le futur exécutif tarde à se mettre en place faute de l'élection d'un successeur après le scrutin.
Trois font partie des signataires de l'accord de Nouméa de 1998 : Jean Lèques, Pierre Frogier et Harold Martin. Deux d'entre eux ont également été parmi les signataires des accords de Matignon et Oudinot de 1988 : Jean Lèques et Pierre Frogier. Un autre a été signataire uniquement de l'accord d'Oudinot du 20 août 1988 : Louis Mapou.
Tous ont été élus membres du Congrès pour le mandat en cours au moment de l'exercice de leur présidence, et tous étaient des élus de la Province Sud jusqu'à l'élection en 2025 d'Alcide Ponga qui est le premier président issu de la Province Nord. Tous étaient également non-indépendantistes jusqu'à l'élection de Louis Mapou le 8 juillet 2021, le premier chef indépendantiste d'un exécutif néo-calédonien depuis Jean-Marie Tjibaou (1982-1984). Cinq d'entre eux avaient d'ailleurs mené une liste aux élections provinciales ayant précédé leurs élections à la tête de l'exécutif (Marie-Noëlle Thémereau en 2004, Philippe Gomès et Harold Martin en 2009, Cynthia Ligeard en 2014 et Alcide Ponga en 2019). Six d'entre eux étaient issus du groupe le plus important en nombre d'élus du Congrès au moment de leur arrivée à la présidence (Jean Lèques, Pierre Frogier, Marie-Noëlle Thémereau, Harold Martin en 2007, Philippe Germain et Thierry Santa), et cinq non mais ont été portés par des alliances ou coalitions (Philippe Gomès, Harold Martin en 2011, Cynthia Ligeard, Louis Mapou et Alcide Ponga). Seuls Philippe Germain et Alcide Ponga exerçaient leur premier mandat au sein du Congrès au moment de leur élection à la présidence.
Trois d'entre eux ont cumulé leur mandat présidentiel avec un autre mandat exécutif ou parlementaire : Jean Lèques était également maire de Nouméa, Pierre Frogier député de la 2e circonscription et Harold Martin maire de Païta pendant ses deux mandats. Trois ont été maires avant d'être présidents : Pierre Frogier du Mont-Dore de 1987 à 2001, Philippe Gomès de La Foa de 1989 à 2008 et Alcide Ponga de 2014 à 2025. Quatre ont présidé l'Assemblée territoriale ou le Congrès par le passé : Jean Lèques (de 1970 à 1972, de 1980 à 1981, de 1982 à 1983 et de 1984 à 1985), Pierre Frogier (de 1995 à 1997, il va l'être également après son passage à la tête du Gouvernement, de 2007 à 2009) et Harold Martin (de 1997 à 1998, de 2004 à 2007 et de 2009 à 2011, il est le seul à avoir exercé la présidence de l'assemblée délibérante néo-calédonienne juste avant d'être porté à la direction du Gouvernement, les deux fois) et Thierry Santa (de 2015 à 2018). Cinq ont, d'autre part, dirigé une collectivité régionale ou provinciale dans leur carrière électorale précédant leur arrivée à la présidence du Gouvernement : Jean Lèques (de la Région Sud de 1985 à 1986), Pierre Frogier (de la Région Sud également de 1986 à 1988, il va là-encore devenir président d'une assemblée provinciale, celle du Sud, après son passage à la présidence du Gouvernement, de 2009 à 2012), Harold Martin (de la Région Ouest de 1988 à 1989), Philippe Gomès (de la Province Sud de 2004 à 2009) et Cynthia Ligeard (de la Province Sud de 2012 à 2014). Seuls trois présidents n'ont jamais dirigé aucune autre institution ni collectivité néo-calédonienne : Marie-Noëlle Thémereau, Philippe Germain et Louis Mapou.
Le président le plus âgé au moment de son élection est Jean Lèques (67 ans, huit mois et 28 jours), qui est également le plus âgé au moment de son départ du poste (69 ans, sept mois et trois jours) et celui ayant eu la plus longue carrière politique auparavant (ayant été élu pour la première fois au conseil municipal de Nouméa en 1965 puis à l'Assemblée territoriale en 1967, il n'a ensuite plus cessé d'être élu jusqu'en 2014). Le plus jeune est Philippe Germain au moment de son élection (47 ans et trois mois), suivi par Alcide Ponga (49 ans, 7 mois et 16 jours) qui devrait être le plus jeune à la fin de son mandat (50 ans, six mois et sept jours à la date la plus tardive des élections suivantes à savoir le 30 novembre 2025). Tous les autres étaient quinquagénaires ou sexagénaires lors de l'exercice de ce mandat. Philippe Germain est aussi celui à avoir eu la carrière politique antérieure la plus courte (son entrée en politique s'est faite par sa première élection au gouvernement en mai 2009, soit seulement cinq ans, neuf mois et 19 jours auparavant), en étant suivi de près par son successeur, Thierry Santa (il est devenu président seulement six ans, un mois et 26 jours après être arrivé sur le devant de la scène politique locale en tant que secrétaire général du Rassemblement-UMP en mai 2013, et cinq ans, trois mois et six jours après son premier mandat électif comme conseiller municipal de Païta obtenu en mars 2014).
En termes de parité et de représentativité, il y a eu huit présidents (Jean Lèques, Pierre Frogier, Harold Martin, Philippe Gomès, Philippe Germain, Thierry Santa, Louis Mapou et Alcide Ponga) contre deux présidentes (Marie-Noëlle Thémereau et Cynthia Ligeard). Parmi eux, seulement trois ne sont pas nés en Nouvelle-Calédonie (Marie-Noëlle Thémereau est native de Corrèze, Philippe Gomès d'Algérie et Thierry Santa de Tahiti, tous trois sont arrivés dans l'archipel durant leur enfance ou leur adolescence), et, plus précisément, ils sont quatre à ne pas être nés à Nouméa (en plus des trois précédents se rajoute Louis Mapou, né dans la tribu d'Unia à Yaté). Cynthia Ligeard est la première personnalité élue à ce poste à avoir des origines kanak (par sa grand-mère paternelle, Maudouï, issue d'un clan Bayes de Ponérihouen), et Louis Mapou le premier à avoir lui-même le statut civil coutumier kanak, son successeur Alcide Ponga étant le deuxième à avoir ce statut et le troisième avec des origines mélanésiennes. Deux présidents ont des origines tahitiennes : Pierre Frogier (du côté paternel) et Thierry Santa. Tous sont diplômés de l'enseignement supérieur auprès d'universités ou de grandes écoles métropolitaines (cinq en droit : Jean Lèques, Pierre Frogier, Marie-Noëlle Thémereau et Philippe Gomès ; un de technicien des travaux publics : Harold Martin ; une en langues étrangères et commerce : Cynthia Ligeard ; un en comptabilité : Philippe Germain ; un en sciences économiques : Thierry Santa ; un en géographie : Louis Mapou ; un en gestion et en sciences politiques : Alcide Ponga). Thierry Santa et Louis Mapou sont ceux ayant atteint le plus haut niveau d'étude, tous deux à Bac+5, avec respectivement un Diplôme d'études supérieures spécialisées (DESS) et un Diplôme d'études approfondies (DEA).

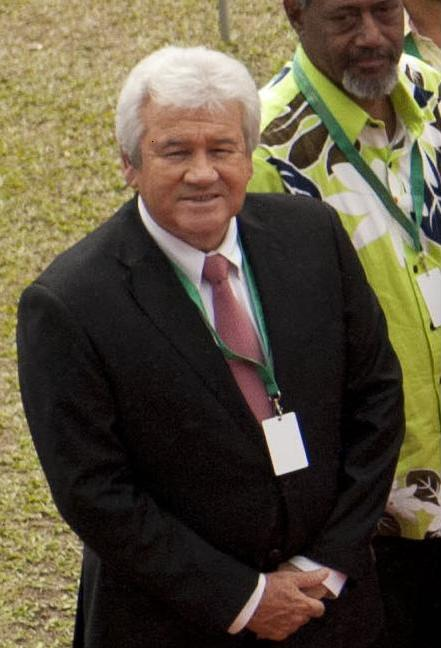
Harold Martin (Record de longévité)
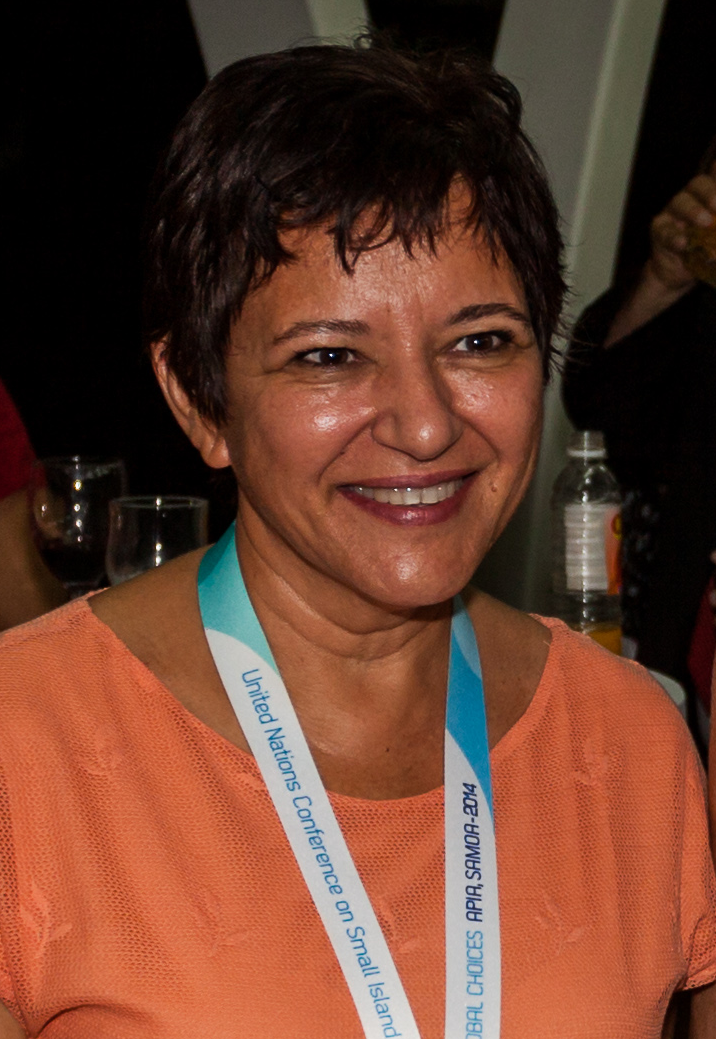
Cynthia Ligeard (Plus court mandat)
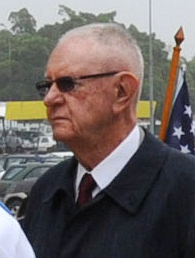
Jean Lèques (Président le plus âgé)
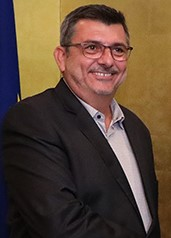
Philippe Germain (Président le plus jeune)

## Le cabinet de la présidence
Il n'existe pas de services de la présidence en tant qu'administration spécifique. Mais le président dispose, comme les autres membres du Gouvernement, d'un bureau et d'un certain nombre de collaborateurs en fonction des secteurs dont il a l'animation et le contrôle. En revanche, le président du Gouvernement est le seul membre de l'exécutif à disposer d'un cabinet (les autres ayant pour leur part des collaborateurs liés à leurs secteurs d'animation et de contrôle, dont un chef de cabinet), créé en mai 2001. 

### Siège

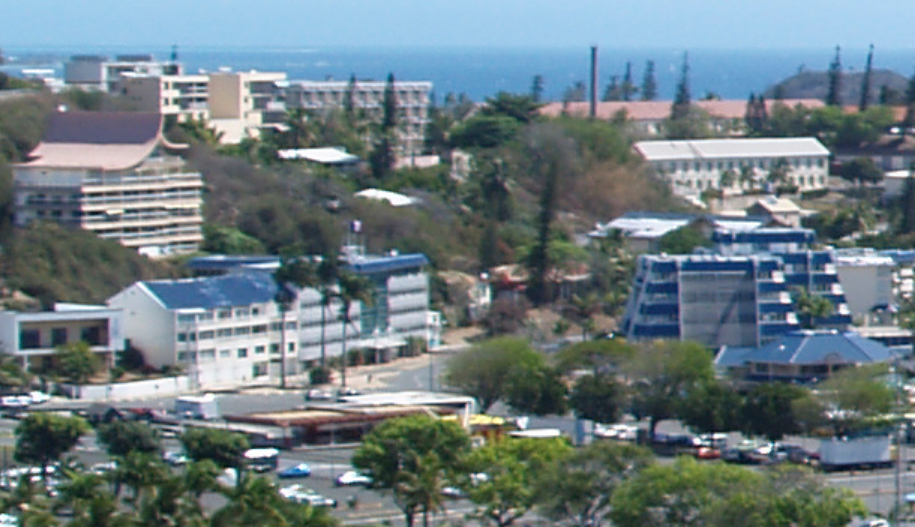
L'ancien hôtel du Gouvernement de 2002 à 2022, ici au centre.

Il n'existe pas de résidence officielle (contrairement au palais présidentiel de la Polynésie française), les membres du Gouvernement, selon le principe de la collégialité, se partageant le même bâtiment, sans logement de fonction. De 2002 à 2022, le quatrième et dernier étage de cet Hôtel du Gouvernement de la Nouvelle-Calédonie, situé au 8, route des Artifices, en face de Port Moselle et de l'Hôtel de la Province Sud, à la limite entre les quartiers de l'Artillerie et du Quartier latin à Nouméa, était traditionnellement réservé au président, qui y disposait de son bureau, de son secrétariat, de ceux de ses collaborateurs et de plusieurs salles de travail ou salons de réception. Puis, le 11 juillet 2022, le bureau du président est installé dans le nouveau siège du gouvernement, l'immeuble dit « Le Lys rouge » à l'intersection des rues Gallieni et Anatole-France, entre le quai Jules-Ferry du port et l'Hôtel de ville, dans le centre-ville de Nouméa. Enfin, à partir de mai 2024, les services de la présidence du gouvernement ainsi que le Pôle Communication et la salle de délibération hebdomadaire des membres du gouvernement sont installés dans les bâtiments historiques de l'ancien hôpital Gaston-Bourret, au 7, avenue Paul-Doumer, au nord du centre-ville. Ils rejoignent certaines directions, cellules ou services de l'exécutif local déjà installées sur un site qui, déjà propriété de la collectivité, a vocation à devenir un siège plus pérenne pour le gouvernement.

### Composition
Le cabinet comprend : 
- un directeur de cabinet (Claude Gambey depuis 2021, ancien directeur de la Santé de la Province des îles Loyauté de 2009 à 2014, ancien chef de cabinet de Valentine Eurisouké et chef de projet pour la mise en place du plan Do Kamo au gouvernement de 2014 à 2021[22]),
- un directeur adjoint (Raphaël Larvor depuis 2019, ancien directeur de cabinet de Thierry Santa à la présidence du Congrès de 2016 à 2018[23], également chargé du Pôle communication du Gouvernement),
- un chef de cabinet (Xavier Rossard depuis 2025, secrétaire général adjoint pour le Sud du Rassemblement depuis 2024, conseiller municipal de Dumbéa depuis 2020, ancien directeur de cabinet de Virginie Ruffenach à la présidence du groupe Rassemblement au Congrès de 2023 à 2025),
- des chargés de mission (plus ou moins nombreux, en fonction notamment des secteurs personnellement animés et contrôlés par le président, dont le nombre et la nature fluctuent selon les Gouvernements),
- un secrétariat composé de deux secrétaires (contre un seul pour chacun des autres membres du Gouvernement).

### Services rattachés
Sont également rattachés à ce cabinet plusieurs cellules ou services, qui ne sont pas nécessairement localisés dans l'Hôtel du Gouvernement. 
Il s'agit tout d'abord de la cellule de coopération régionale et des relations extérieures devenue depuis le Service de la coopération régionale et des relations extérieures (SCRRE) qui coordonne l'ensemble des actions administratives relevant de la compétence de la Nouvelle-Calédonie en matière de diplomatie et de coopération régionale, dans le cadre des responsabilités partagées avec l'État en la matière prévues par l'accord de Nouméa et la loi organique de 1999. Il assure la représentation de la Nouvelle-Calédonie lors des manifestations internationales ou régionales, et organise de ce fait les déplacements officiels des membres du Gouvernement qui ont lieu dans ce cadre. Fondé en 2001 mais rattaché directement à la présidence du gouvernement dix ans plus tard, il siège initialement au 12, route de l'Anse Vata, entre les quartiers du Trianon, du Faubourg-Blanchot et du Quartier latin à Nouméa. Puis, il est l'une des premières administrations gouvernementales à emménager, en 2018, sur le site réhabilité de l'ancien hôpital Gaston-Bourret, au 7 rue Paul-Doumer au centre-ville, dans son bâtiment A.
Autre service administrativement directement placée sous l'autorité du président du gouvernement, la direction de la sécurité civile et de la gestion des risques (DSCGR). À l'origine dépendante du haut-commissariat de la République (et donc de l'État), elle est confiée au gouvernement de la Nouvelle-Calédonie le 1er janvier 2014 par le décret no 2013-1250 du 27 décembre 2013, dans le cadre du transfert de la compétence de la sécurité civile. Elle a pour mission d’assurer la sécurité des personnes, des biens et de l’environnement, avec tout particulièrement la prévention et l’information des populations sur les risques naturels et technologiques majeurs (surtout les cyclones tropicaux, les feux de brousse, mais aussi les éventuels tsunamis) ; la planification des risques et traitement des crises, à travers l’activation du Centre opérationnel ; l'enseignement du secourisme ; les actions de coopération régionale en cas de catastrophes naturelles, à savoir surtout dans le cadre de l'accord FRANZ ; le développement des centres d’incendie et de secours dans toutes les communes ; la sécurité des grands rassemblements. Elle siège initialement aux numéros 8 et 10 de la rue Jean-Baptiste Dézarnaulds au centre-ville de Nouméa, près de l'hôtel du haut-commissariat de la République, avant de, elle-aussi, déménager en janvier 2021 dans l'ancien hôpital Gaston-Bourret, plus précisément dans son bâtiment N.
S'y ajoute la cellule chargée de la presse et de la communication, devenue ensuite le Pôle communication du Gouvernement (qui a déménagé en même temps que le cabinet de la présidence sur le site Gaston-Bourret en 2024). Le président travaille également en étroite collaboration avec le secrétariat général du Gouvernement.

### Liste des directeurs de cabinet
| Président du Gouvernement | Directeur de cabinet                                                               | Fonction précédente                                                                                |
| ------------------------- | ---------------------------------------------------------------------------------- | -------------------------------------------------------------------------------------------------- |
| Pierre Frogier            | Bernard Deladrière (RPCR, 2001-2004)                                               | Secrétaire général du Gouvernement                                                                 |
| Marie-Noëlle Thémereau    | - Mathias Chauchat (2004-2005) - Claire Lehe (2005-2007, chef de cabinet, intérim) | - professeur des universités en droit public de l'UNC - Chef de cabinet de la présidente           |
| Harold Martin (1re fois)  | Philippe Mouton (AE, 2007-2009, 1re fois, chef de cabinet, intérim)                | Directeur de cabinet du président du Congrès                                                       |
| Philippe Gomès            | Bertrand Turaud (2009-2011, adjoint, intérim)                                      | Directeur juridique de la Province Sud                                                             |
| Harold Martin (2e fois)   | Philippe Mouton (AE, 2011-2014, 2e fois)                                           | Directeur de cabinet du président du Congrès                                                       |
| Cynthia Ligeard           | Frédéric Garcia (2014-2015)                                                        | Secrétaire général de la Province Sud                                                              |
| Philippe Germain          | Pierre Gey (2015-2019)                                                             | Directeur général des services de Saint-Étienne et Saint-Étienne Métropole                         |
| Thierry Santa             | Cédric Chan Yone (intérim 2019-2020, 2020-2021)                                    | Directeur adjoint du cabinet du président                                                          |
| Louis Mapou               | Claude Gambey (2021-2025)                                                          | Chef de cabinet de la membre du gouvernement Valentine Eurisouké, chargé de projet du plan Do Kamo |
| Alcide Ponga              |                                                                                    | |